# Jan Leclercq
Jean (Jan) Leclercq (Ukkel, 20 april 1944 – Oostende, 28 mei 2022) was een Belgisch volksvertegenwoordiger en senator.

## Levensloop
Leclercq promoveerde tot licentiaat in sociale wetenschappen.
Hij werd van 1968 tot 1972 bestuurssecretaris van de Nationale Arbeidsraad, van 1972 tot 1973 adjunct-adviseur bij de Gewestelijke Economische Raad voor Vlaanderen, van 1973 tot 1974 kabinetsadviseur bij Willy Claes, minister van Economische Zaken, van 1974 tot 1983 adviseur bij het Federaal Planbureau en gedetacheerde bij het Institut Emile Vandervelde. Ook werd hij directeur van het Centrum van Verantwoord Ouderschap (CEVO) in Oostende, dat abortussen uitvoert. 
Leclercq werd politiek actief voor de SP. In januari 1983 volgde hij Frank Van Acker op als lid van de Kamer van volksvertegenwoordigers voor het arrondissement Brugge, een mandaat dat hij vervulde tot in december 1987. Hij werd vervolgens lid van de Senaat, van 1987 tot 1991 was hij provinciaal senator voor West-Vlaanderen en van 1991 tot 1995 was hij rechtstreeks gekozen senator voor het arrondissement Brugge.
In de periodes januari 1983 – december 1987 en januari 1992 – mei 1995 had hij als gevolg van het toen bestaande dubbelmandaat ook zitting in de Vlaamse Raad. De Vlaamse Raad was vanaf 21 oktober 1980 de opvolger van de Cultuurraad voor de Nederlandse Cultuurgemeenschap, die op 7 december 1971 werd geïnstalleerd, en was de voorloper van het huidige Vlaams Parlement.  